# Schlanker Sonnenfisch
Der Schlanke Sonnenfisch (Ranzania laevis) oder Stutzmondfisch ist die kleinste Art aus der Familie der Mondfische (Molidae). Er ist die einzige Art der Gattung Ranzania. Der Schlanke Sonnenfisch erreicht eine Länge von 70 bis 100 Zentimetern. Sein Körper ist nicht diskusförmig wie der seiner Verwandten, sondern bis zweimal länger als hoch. Der Rücken ist dunkel, die Flanken silbrig. Am Kopf und um die Augen befinden sich weiße Streifen. Er schwimmt wie alle anderen Mondfische durch rhythmische Bewegungen der Rücken- und der Afterflosse. Bauchflossen sind nicht vorhanden. Am Körperende ersetzt ein Flossensaum die Schwanzflosse, die bei der Larve noch vorhanden ist.
Flossenformel: Dorsale 18, Anale 20
Der Schlanke Sonnenfisch lebt weit verbreitet epipelagisch im westlichen (Florida bis Brasilien) und östlichen Atlantik (Skandinavien bis Südafrika) und im östlichen Pazifik (Kalifornien bis Chile). Er ernährt sich von pelagischen Krebstieren und Würmern.